# Enrique Cepeda
Enrique Cepeda es un deportista cubano que compitió en atletismo adaptado. Ganó cuatro medallas en los Juegos Paralímpicos de Verano entre los años 1992 y 2004.

## Palmarés internacional
| Juegos Paralímpicos | Juegos Paralímpicos | Juegos Paralímpicos | Juegos Paralímpicos   |
| Año                 | Lugar               | Medalla             | Prueba                |
| ------------------- | ------------------- | ------------------- | --------------------- |
| 1992                | Barcelona (España)  | Medalla de oro      | Triple salto B3       |
| 1992                | Barcelona (España)  | Medalla de bronce   | 100 m B3              |
| 2000                | Sídney (Australia)  | Medalla de oro      | Salto de longitud F13 |
| 2004                | Atenas (Grecia)     | Medalla de plata    | 4 × 100 m T11-13      |